# Albert Lindley Lee
Albert Lindley Lee (né le 16 janvier 1834 à Fulton, État de New York, et décédé le 31 décembre 1907 à New York, État de New York) est un Brigadier général de l'Union. Il est enterré à Fulton, État de New York.

## Avant la guerre
Albert Lindley Lee est diplômé de l'Union College en 1853. Après avoir étudié le droit, il quitte l'État de New York pour le territoire du Kansas où il s'installe pour le pratiquer.
Lorsque le territoire du Kansas devient le 34e État des États-Unis en janvier 1861, il est nommé à la cour suprême du Kansas.

## Guerre de Sécession
Albert Lindley Lee est nommé commandant dans le 7th Kansas cavalry le 29 octobre 1861 et quitte donc son poste à la cour suprême du Kansas. Il participe alors à quelques escarmouches au Kansas et aux alentours du Missouri.
Il est nommé colonel les 17 mai 1862. Il commande alors une brigade de cavalerie au Mississippi. Il est nommé brigadier général des volontaires le 29 novembre 1862. Il participe à la seconde campagne de Vicksburg entre le 1er avril 1863 et le 4 juillet 1863. Lors de la bataille de Champion's Hill et celle de la Big Black River Bridge, il sert en tant que chef d'état-major du major général John Alexander McClernand. Il commande une brigade du XIII corps de l'Armée du Tennessee.
Il est grièvement blessé le 19 mai 1863 devant Vicksburg.
Après avoir recouvré la santé, il devient chef de la cavalerie dans le département du golfe sous les ordres du major général Nathaniel Prentice Banks. Il participe à la campagne de Red River où les prestations de la cavalerie ne sont pas jugées meilleures que celles de l'infanterie,. Sous le commandement de Edward Canby, il ne participe qu'à peu d'engagements, les relations entre Canby et Lee se détériorant rapidement,.
En août 1864, il commande brièvement une brigade du XIX corps puis est envoyé à la Nouvelle-Orléans où il attend en vain un nouveau commandement.

## Après la guerre
Albert Lindley Lee quitte le service actif des volontaires le 4 mai 1865. Il devient éditeur d'un journal à la Nouvelle-Orléans. Par la suite, il voyage beaucoup et participe à plusieurs affaires dans le secteur bancaire.

## Mémoire
En 1908, sa veuve, Victorine Lee, fera don d'une parcelle de terrain à Fulton pour permettre la construction du Lee Memorial Hospital.